# Eine persönliche Erfahrung

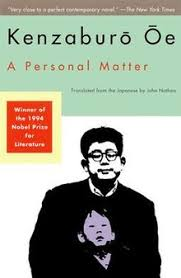
Titelblatt der englischen Buchausgabe

Eine persönliche Erfahrung (japanisch 個人的な体験, Kojintekina taiken) ist ein Roman von Kenzaburō Ōe aus dem Jahr 1964. Es ist die autobiografisch gefärbte Geschichte eines jungen Vaters, der mit dem Geburtsfehler seines Sohnes zurechtkommen muss.

## Handlung
Die Hauptfigur, ein junger Japaner mit dem Spitznamen „Bird“, also „Vogel“, erwartet sein erstes Kind. Wartend stöbert er in einer Buchhandlung nach Afrika-Karten, denn es ist sein Traum, einmal dorthin zu reisen. Er ist an der Universität gescheitert, sein Schwiegervater hat ihm einen Lehrauftrag an einer Nachhilfeschule vermittelt. Er hat immer viel getrunken, geht auch jetzt in ein Lokal. Dort wird er in eine Schlägerei verwickelt, aus der er aber siegreich hervorgeht. Zu Hause träumt er von Afrika, wartet auf den Anruf aus dem Krankenhaus. Schließlich ruft ein junger Arzt von der Klinik an und versucht ihm schonend mitzuteilen, dass sein Kind, ein Sohn, mit einer Gehirnhernie geboren ist. Bird sieht ein pflanzenhaftes Wesen vor sich, ihm fällt de Chiricos Bild von Apollinaire ein, auf dem im Hintergrund dessen Kopf im Umriss mit einem Loch zu sehen ist. Bird will zur Kinderklinik, aber seine Schwiegermutter ruft an, er solle erst einmal nicht zu seiner Frau kommen. – Bird beschließt, seinen Schwiegervater aufzusuchen, Professor für englische Literatur. Er fährt zur Universität, trifft auf frühere Schüler, trifft den Schwiegervater und berichtet von dem Geburtsfehler. Der Professor versorgt ihn mit einer Flasche Whiskey. Bird fährt nun nicht nach Hause, sondern zu Himiko, einer Bekannten aus alten Zeiten.
Bird findet Himiko, die spät aufsteht und in einer unaufgeräumten Wohnung lebt. Er berichtet von dem Problem mit dem Sohn, sie trinken den mitgebrachten Whiskey. Sie zitiert William Blake „Sooner murder …“ Es kommen Erinnerungen hoch: Sie haben vor einigen Jahren auf dem Hof Verkehr miteinander gehabt. Während er sich bei ihr ausschläft, hört er Männer draußen nach ihr rufen. Bird wacht auf und sieht Himiko schlafend auf dem Fußboden. Er geht mit schwerem Kopf zum Bad, erbricht sich. Sie hilft ihm, etwas zu sich zu kommen, und bittet ihn, sie wieder zu besuchen. Er fährt zur Schule, um seinen Unterricht zu geben. Während des Unterrichts erbricht er sich wieder und flüchtet aus dem Klassenzimmer.
Bird fährt dann zur Kinderklinik, wo er zur Spezialabteilung geschickt wird. Er findet schließlich sein Kind, das im Brutkasten liegt und lebt. Der Facharzt wird gerufen und kommt. Sein Kind soll operiert werden, wenn es ausreichend kräftig dafür ist. Erschöpft vom Aufenthalt in der Klinik beschließt er, erst einmal zu Himiko zurückzukehren. Himiko will mit ihm schlafen. Erst halten ihn Wahnvorstellungen davon ab, dann geschieht es, und er ist erleichtert. Dann muss er wieder an sein „Monster-Baby“ denken.
Bird fährt zum Krankenhaus, besucht seine Frau, erklärt ihr vage, dass etwas mit dem Kind nicht in Ordnung sei. Er hatte Grapefruit mitgebracht, was falsch ist, wie ihn seine Schwiegermutter streng belehrt. Seine Frau kommt auf Kikuhiko zu sprechen, seinen jüngeren Freund in alten Zeiten, und meint, falls das Baby ein Junge ist, könnte man es ebenfalls Kikuhiko nennen. Er verlässt das Krankenhaus, findet Himiko in ihrem MG, sie, die ihm als seine eigentliche Familie erscheint, und fährt mit zu ihr, nicht ohne der Spezialklinik Himikos Telefonnummer mitgeteilt zu haben.
Am nächsten Morgen fährt Bird mit Himikos MG zur Schule, um seinen Unterricht zu geben. Nach der ersten Stunde lässt der Rektor ihn zu sich kommen und teilt ihm mit, es täte ihm leid, aber er müsse ihn wegen des Trunkenheitsvorfalls entlassen. Bird fährt zu Himiko, findet dort außer ihr noch eine Bekannte von ihr vor. Sie diskutieren zu dritt das Problem mit dem Kind. Nachdem die Bekannte weg ist, liegen die beiden auf dem Bett, hören Nachrichten, Atombombenversuche. Beide sind gegen die Atom-Aufrüstung. Am nächsten Tag sieht Bird seinen Sohn im Krankenhaus, aber was geschehen soll, ist immer noch nicht klar.
Bird wacht auf bei Himiko, ihr Schwiegervater kommt vorbei. Bird entschuldigt sich dafür, dass er immer nur an sich denkt. Himiko will mit ihm nach Afrika gehen. Abends schlafen beide miteinander. Es kommt ein Anruf aus der Klinik, er solle am nächsten Morgen in die Spezialklinik zum Direktor kommen. Dort eröffnet man ihm, eine Operation sei möglich und geplant. Bird lehnt ab, will das Kind so mit nach Hause nehmen. Himiko, die im Wagen auf ihn gewartet hat, bringt ihn zur Vernunft. Sie bringen das Kind schließlich in eine Klinik. Bird gibt ihm den Namen Kikuhiko, den Namen seines Freundes. Die beiden fahren zu der Bar, in der Kikuhiko arbeitet, und unterhalten sich mit ihm. Kikuhiko, der Bird als Jugendlichen kannte, ist verwundert, dass dieser einst so Starke nun so hilflos wirkt. Das bringt Bird dazu, nicht länger davonzulaufen, sondern das Kind operieren zu lassen.
Es ist gegen Ende des Herbstes, die Operation ist geglückt. Das  Kind wird entlassen, die Schwiegereltern und seine Frau sind froh über den Ausgang, finden, das Baby ähnele doch immer mehr Bird. „Hoffnung“ und „Geduld“ sind die Vokabeln, die Bird bewegen.

## Nachbemerkung
Kenzaburō Ōes Roman beginnt mit der wirklich erlebten Geburt seines Sohnes, der behindert auf die Welt gekommen ist, und endet mit der Zuversicht des Autors, dass sein Sohn nach der gelungenen Operation nun – allerdings schwer behindert – weiterleben kann. Eingebettet ist die Geschichte mit Birds alter Freundin Himiko, die natürlich so nicht passiert sein muss, die ihn in jedem Fall aber als genauen Beobachter kennzeichnet.
Ōe schreibt im Nachwort, abgedruckt in der japanischen Ausgabe ab 1981, dass er rückblickend über sich schmunzeln muss, über den wilden jungen Mann, der dann aber doch einen Reifungsprozess durchläuft.

## Buchausgaben
- Ōe Kenzaburō: Kojintekina Taiken. Shincho bunko, 1964. ISBN 978-4-10-112610-4.
- Kenzaburō Ōe: A personal matter. Aus dem Japanischen von John Natham. Grove Press, 1965. ISBN 0-8021-5061-6.
- Kenzaburo Oe: Eine persönliche Erfahrung. Aus dem Japanischen von Siegfried Schaarschmidt. Suhrkamp, 1972.